# Piers Sellers
Piers John Sellers (Crowborough, 11 de abril de 1955 – Houston, 23 de dezembro de 2016) foi um astronauta e cientista norte-americano, veterano de três missões espaciais.
Nascido no Condado de Sussex, na Inglaterra, Sellers é formado em biometeorologia e ciência da ecologia  e trabalhou em meteorologia desenvolvendo programas de sistemas climáticos em computador.
Em 1982 ele e sua esposa se mudaram para os Estados Unidos, estabelecendo-se no estado de Maryland. O objetivo de Sellers era ser astronauta, impossível de se realizar na Grã-Bretanha, que abriu mão de desenvolver um programa espacial próprio e não participa com tripulação humana dos programas da Agência Espacial Europeia (ESA). 
Em 1984 se inscreveu no programa da NASA de seleção de pretendentes a astronautas mas o fato de ser originalmente britânico impedia sua aceitação. Sellers então naturalizou-se americano em 1991 e foi selecionado como candidato em 1996, mudando-se para o Centro Espacial Lyndon Johnson, em Houston, Texas, onde fez o treinamento padrão de dois anos. Após a formatura, ele foi designado para atividades técnicas na Agência e trabalhou em Moscou como elemento de ligação no desenvolvimento de softwares para  a Estação Espacial Internacional.

## Missões
Sellers foi o espaço pela primeira vez em 7 de outubro de 2002 na missão STS-112 da nave Atlantis, para dez dias de trabalho na ISS, durante os quais a tripulação montou uma grande peça da estrutura da estação junto com a equipe da Expedição 5 que já habitava a estação, e para a qual Sellers passou 19 horas fora da nave.

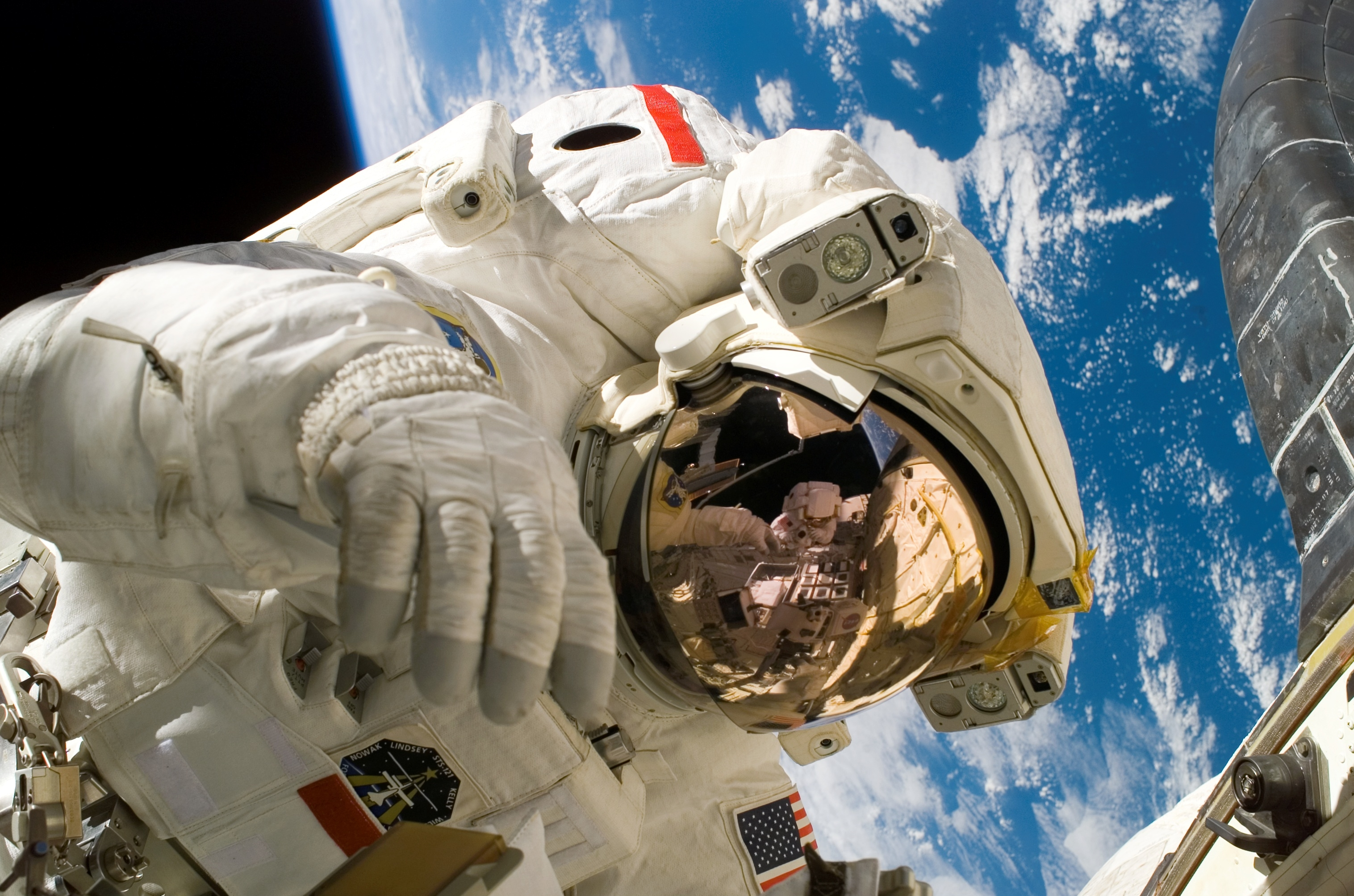
Sellers trabalhando no espaço durante a missão STS-121

Sua segunda viagem se deu quatro anos depois a bordo da Discovery, na missão STS-121, para treze dias no espaço, onde a principal tarefa foi o teste de novos procedimentos e equipamentos de segurança criados para o ônibus espacial após o desastre da nave Columbia em fevereiro de 2003, e a produção de fotos de alta resolução do exterior da espaçonave durante a decolagem e o voo orbital, em detalhes jamais vistos antes.
A STS-121 também transportou para a ISS a nova equipe que formou a Expedição 13 e Sellers e o astronauta Michael Fossum fizeram três saídas da nave para testar o novo alongamento do braço robótico da Discovery como plataforma de trabalho.
Seu terceiro voo espacial foi na missão STS-132, que transportou o módulo russo de pesquisa Rassvet para instalação na estrutura da ISS, em maio de 2010, última missão do ônibus espacial Atlantis ao espaço.
Em janeiro de 2016, foi diagnosticado com câncer no pâncreas, vindo a falecer em 23 de dezembro de 2016, aos 61 anos